# Arrondissement Pontivy
Das Arrondissement Pontivy ist eine französische Verwaltungseinheit im Département Morbihan innerhalb der Region Bretagne. Verwaltungssitz (Unterpräfektur) ist Pontivy.

## Wahlkreise
Im Arrondissement liegen fünf Wahlkreise (Kantone):
- Kanton Gourin
- Kanton Grand-Champ (mit elf von 17 Gemeinden)
- Kanton Moréac (mit neun von 23 Gemeinden)
- Kanton Ploërmel
- Kanton Pontivy

## Gemeinden
Die Gemeinden (INSEE-Code in Klammern) des Arrondissements Pontivy sind:
| 1. Baud (56010)                            | 2. Berné (56014)                  | 3. Bignan (56017)                  | 4. Billio (56019)                  |
| 5. Bréhan (56024)                          | 6. Brignac (56025)                | 7. Buléon (56027)                  | 8. Campénéac (56032)               |
| 9. La Chapelle-Neuve (56039)               | 10. Cléguérec (56041)             | 11. Concoret (56043)               | 12. Crédin (56047)                 |
| 13. Le Croisty (56048)                     | 14. La Croix-Helléan (56050)      | 15. Cruguel (56051)                | 16. Évellys (56144)                |
| 17. Évriguet (56056)                       | 18. Le Faouët (56057)             | 19. Forges de Lanouée (56102)      | 20. Gourhel (56065)                |
| 21. Gourin (56066)                         | 22. La Grée-Saint-Laurent (56068) | 23. Guégon (56070)                 | 24. Guéhenno (56071)               |
| 25. Gueltas (56072)                        | 26. Guémené-sur-Scorff (56073)    | 27. Guénin (56074)                 | 28. Guern (56076)                  |
| 29. Guillac (56079)                        | 30. Guilliers (56080)             | 31. Guiscriff (56081)              | 32. Helléan (56082)                |
| 33. Josselin (56091)                       | 34. Kerfourn (56092)              | 35. Kergrist (56093)               | 36. Kernascléden (56264)           |
| 37. Langoëlan (56099)                      | 38. Langonnet (56100)             | 39. Lantillac (56103)              | 40. Lanvénégen (56105)             |
| 41. Lignol (56110)                         | 42. Locmalo (56113)               | 43. Locminé (56117)                | 44. Loyat (56122)                  |
| 45. Malguénac (56125)                      | 46. Mauron (56127)                | 47. Melrand (56128)                | 48. Ménéac (56129)                 |
| 49. Meslan (56131)                         | 50. Mohon (56134)                 | 51. Montertelot (56139)            | 52. Moréac (56140)                 |
| 53. Moustoir-Ac (56141)                    | 54. Néant-sur-Yvel (56145)        | 55. Neulliac (56146)               | 56. Noyal-Pontivy (56151)          |
| 57. Persquen (56156)                       | 58. Pleugriffet (56160)           | 59. Ploërdut (56163)               | 60. Ploërmel (56165)               |
| 61. Plouray (56170)                        | 62. Plumelec (56172)              | 63. Pluméliau-Bieuzy (56173)       | 64. Plumelin (56174)               |
| 65. Pontivy (56178)                        | 66. Priziac (56182)               | 67. Radenac (56189)                | 68. Réguiny (56190)                |
| 69. Rohan (56198)                          | 70. Roudouallec (56199)           | 71. Le Saint (56201)               | 72. Saint-Aignan (56203)           |
| 73. Saint-Allouestre (56204)               | 74. Saint-Barthélemy (56207)      | 75. Saint-Brieuc-de-Mauron (56208) | 76. Saint-Caradec-Trégomel (56210) |
| 77. Saint-Gérand-Croixanvec (56213)        | 78. Saint-Gonnery (56215)         | 79. Saint-Jean-Brévelay (56222)    | 80. Saint-Léry (56225)             |
| 81. Saint-Malo-des-Trois-Fontaines (56227) | 82. Saint-Servant (56236)         | 83. Saint-Thuriau (56237)          | 84. Saint-Tugdual (56238)          |
| 85. Sainte-Brigitte (56209)                | 86. Séglien (56242)               | 87. Silfiac (56245)                | 88. Le Sourn (56246)               |
| 89. Taupont (56249)                        | 90. Tréhorenteuc (56256)          | 91. La Trinité-Porhoët (56257)     | 92. Val d’Oust (56197)             |

## Neuordnung der Arrondissements 2017

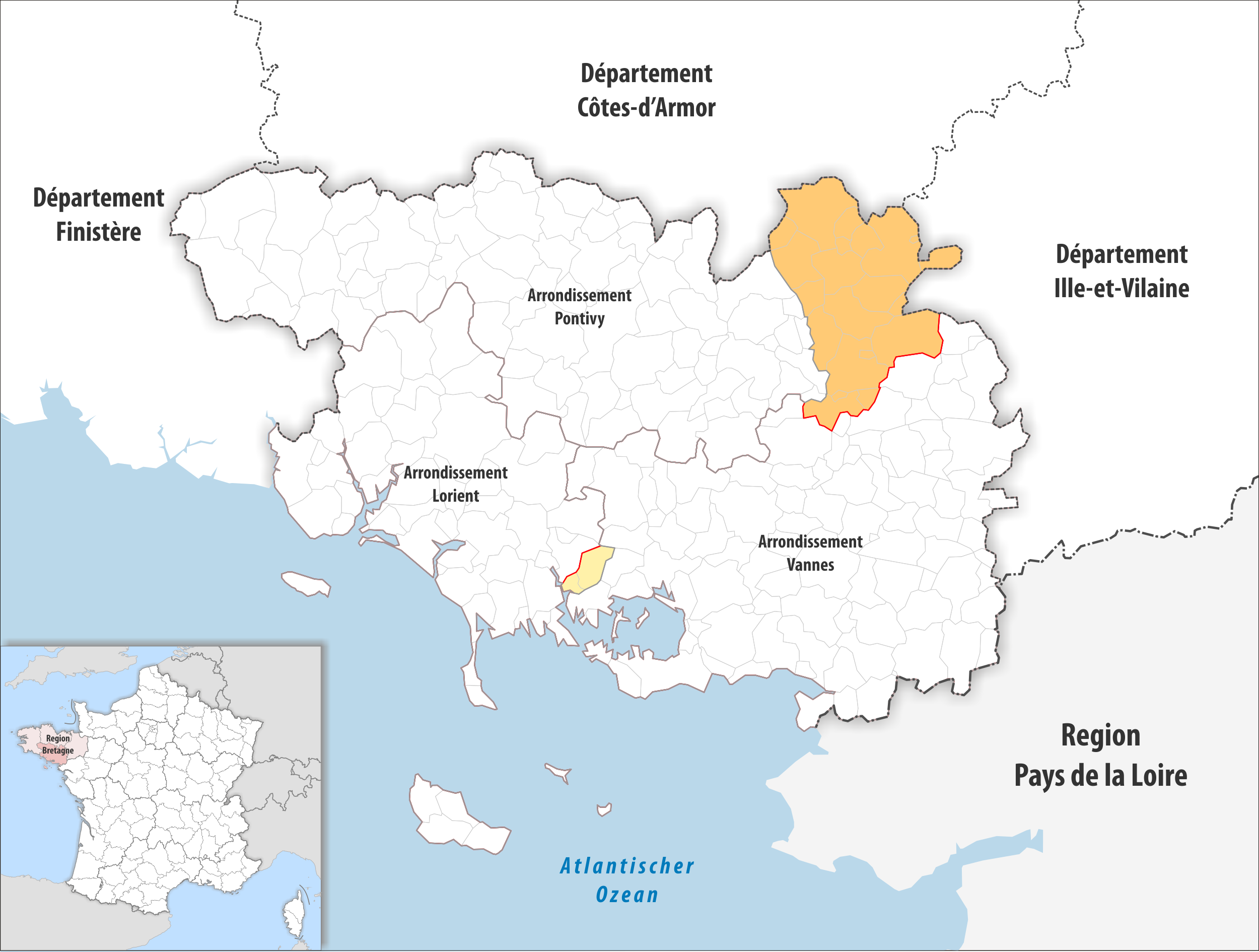
Arrondissementsanpassungen im Jahr 2017

Durch die Neuordnung der Arrondissements im Jahr 2017 wurde die Fläche der 20 Gemeinden Brignac, Campénéac, Concoret, Évriguet, Gourhel, Guilliers, Loyat, Mauron, Ménéac, Mohon, Monterrein, Montertelot, Néant-sur-Yvel, Ploërmel, Saint-Brieuc-de-Mauron, Saint-Léry, Saint-Malo-des-Trois-Fontaines, Taupont, Tréhorenteuc und La Trinité-Porhoët sowie die Fläche der zwei ehemaligen Gemeinden La Chapelle-Caro und Le Roc-Saint-André vom Arrondissement Vannes dem Arrondissement Pontivy zugewiesen.

## Ehemalige Gemeinden seit der landesweiten Neuordnung der Arrondissements
bis 2022: Croixanvec, Saint-Gérand
bis 2018: Lanouée, Les Forges, Ploërmel, Monterrein, Pluméliau, Bieuzy
bis 2016: Moustoir-Remungol, Naizin, Quily, Remungol